# The Toxic Avenger Part III: The Last Temptation of Toxie
The Toxic Avenger Part III: The Last Temptation of Toxie (trad. lett. Il Vendicatore Tossico 3: L'ultima tentazione di Toxie) è un film del 1989, diretto da Lloyd Kaufman e Michael Herz, prodotto dalla Troma.
È il terzo film della saga del Vendicatore Tossico. Fu girato contemporaneamente a The Toxic Avenger Part II, che in origine doveva essere un unico film ma dato che la mole del girato era molta Kaufman ed Herz decisero di far confluire le parti in eccesso in questa pellicola.

## Trama
(Il diavolo a Toxic Avenger)
Dopo aver sconfitto la pericolosa multinazionale chiamata Apocalypse Inc., Toxic Avenger vive una vita tranquilla a Tromaville insieme alla fidanzata cieca Claire. Dato che ha molto tempo libero, Toxic decide di cercare un lavoro, ma non riesce a trovarlo in quanto un lavoro normale non si addice a una creatura che ha una forza sovrumana e dimensioni enormi.
Un giorno a Tromaville torna l'Apocalypse Inc. e tramite il suo capo offre a Toxic un lavoro come portavoce. Toxic accetta perché i soldi gli serviranno per sottoporre Claire a un'operazione chirurgica che le ridarà la vista.
Toxic ha però commesso un'ingenuità, perché accettando il lavoro l'Apocalypse Inc. è tornata ad impossessarsi di Tromaville e a vessare tutti i suoi cittadini.
Scoperto il raggiro, Toxic deve così nuovamente salvare Tromaville dal Male e ingaggia una violenta battaglia che lo porterà a sfidare il diavolo in persona.
Alla fine, Toxic sconfiggerà il Male e sposerà la sua amata Claire, che ha ritrovato la vista.

## Collegamenti ad altre pellicole
- Nel Tromaville Video Store sono visibili i poster di alcuni film della Troma, come Redneck Zombies e Combat Shock.
- Il titolo originale del film è un riferimento a L'ultima tentazione di Cristo (The Last Temptation of Christ), diretto da Martin Scorsese nel 1988.
- In Orgazmo, diretto da Trey Parker nel 1997, è presente la videocassetta del film in una videoteca.